# Río Cefiso (Beocia)
El río Cefiso (en griego: Κηφισσός, Kephissós; en latín: Cephisus) es un corto río costero de Grecia que nace en Lilea (Fócide), atraviesa Beocia y finalmente desembocaba en el ahora desecado lago Copaide, que recibe también el nombre de lago Cefisio, y ahora, mediante una canalización artificial, lo hace en el lago Yliki. El Cefiso es el actual Mávro Potamó.
En su obra Descripción de Grecia, Pausanias (9.38.7) informa de que, según una tradición tebana, el río Cefiso fue desviado por Heracles hacia la llanura orcomenia, que hasta entonces llegaba al mar tras pasar por debajo de una montaña, hasta que Heracles cerró la abertura de la montaña.
Pausanias (10.8.10) también dice que los lileos arrojan en la fuente del Cefiso en ciertos días pasteles y otras cosas dictadas por el uso, y dicen que aparecen de nuevo en Castalia ubicada en Delfos.
El mismo autor nombra como hijas de este Cefiso:
- a la náyade Lilea (10.33.4) la epónima de Lilea,
- Dáulide (10.4.7) el epónimo de la ciudad de Dáulide,
- Melena (10.6.4) madre de Delfos con Apolo, aunque también da otros dos relatos de la madre de Delfos. Sin embargo uno de estas versiones alternativos es que Tea, hija del autóctono Castalio era la madre de Delfos, casi indudablemente la misma Tía de la que Heródoto (7.178.1) afirma que era la hija de Cefiso a la que los delfios construyeron un altar a los vientos y que era la epónima de las Tíades.

Un hijo mortal de Cefiso era Eteocles, con Evipe, hermana de Leucón, hijo de Atamante. Esta Evipe era la mujer del rey Andreo de Orcómeno y de Eteocles heredó el trono de Andreo (9.34.9). Eteocles, hijo de Cefiso está confirmado en el Catálogo de Hesíodo (Fr. 26) y Píndaro (Olímpica. 14). Los beocios dicen que Eteocles fue el primer hombre que hizo sacrificos a las Cárites.
Cefiso fue también padre de Narciso, según la Metaformosis (3.342) de Ovidio. Higino (271) y Estacio (Tebaida 7.340) dicen que la madre de Narciso era una náyade, por lo demás desconocida, llamada Liriope, según Ovidio.